# Esplendor en la hierba
Esplendor en la hierba (título original en inglés: Splendor in the Grass) es una película estadounidense de 1961, dirigida por Elia Kazan y protagonizada por Natalie Wood y Warren Beatty. La película cuenta la historia de amor, angustia y represión sexual entre Deanie Loomis y Bud Stamper. En dicha historia subyace el conflicto sobre dejarse llevar por el deseo a pesar de ver lejos la posibilidad de matrimonio. Ganó el Óscar al Mejor Guion Original.
En 2002, el American Film Institute la coloco en el puesto n.º 47 en el listado AFI's 100 años... 100 pasiones.

## Argumento
En 1928, en una pequeña ciudad en Kansas, la adolescente Deanie Loomis (Natalie Wood) procura seguir el consejo de su madre sobre reprimir el deseo y no mantener relaciones íntimas con su novio Bud Stamper (Warren Beatty) antes de casarse. El padre de Bud, un próspero extractor de petróleo, se opone al matrimonio de los jóvenes pues desea que su hijo primero estudie en la Universidad de Yale, aunque también quiere que Bud olvide a Deanie, a quien considera de menor estatus social; no obstante lo que Bud sinceramente ansía es tener un rancho y trabajar el campo.
Los padres de Bud se avergüenzan de su hija mayor, Ginny Stamper, una flapper fiestera y promiscua, que fuma, bebe y recientemente han ido a buscar a Chicago para anular su matrimonio con alguien que "solo la buscaba por su dinero", aunque el rumor en la ciudad es que había ido a abortar en secreto. Decepcionados con ella, los Stamper depositan todas sus esperanzas en Bud, presionándole para que asista a la universidad. Finalmente Bud sufre un colapso, y casi muere de neumonía.
En una fiesta de Nochevieja, Ginny se emborracha para mayor humillación de sus padres. Bud intenta que Ginny se retire de la fiesta, pero ella se niega y busca un compañero de baile, diciendo que los hombres "solo quieren hablar con ella en la oscuridad". Ginny sale de la fiesta con un hombre, y poco después Bud la encuentra junto a su automóvil siendo acosada por este y con un nutrido grupo de hombres alrededor expectantes, Bud ataca al agresor pero éste y los demás hombres echan de allí a Bud. Después de la fiesta, Bud lleva a Deanie a casa, pero, perturbado por lo sucedido con Ginny, le dice a su novia que tienen que dejar de "besarse y coquetear" y rompe con ella.
Bud es consciente de que Jeanette, su compañera de clase de actitud "suelta", está interesada en él y comienza un romance con ella mientras Deanie, deprimida, asiste finalmente a la fiesta de graduación con otro compañero de clase, Toots Tutle. Allí, Deanie intenta imitar a Ginny y seducir a Bud, que, sorprendido, la rechaza diciendo que creía que ella era una "chica agradable". Ella vuelve con Toots que la lleva a un estanque junto a una cascada. Allí Deanie le pide que pare pero Toots casi la viola aunque ella escapa, y casi enloquecida, se lanza al estanque, pero es rescatada antes de llegar a la cascada y termina ingresada en una clínica psiquiátrica para recuperarse. Los esposos Loomis deben pagar el internamiento de su hija vendiendo su explotación de petróleo, pero esto resulta beneficiándolos porque justo después de la venta estalla el Crack del 29 y comienza la Gran Depresión donde tales posesiones pierden gran parte de su valor de mercado.
En la clínica, Deanie Loomis conoce a otro paciente, Johnny Masterson, quien tiene problemas con su padre pues lo presiona para que sea cirujano. Bud, mientras tanto, es enviado a Yale, donde pierde el tiempo pero conoce a Angelina, hija de unos inmigrantes italianos dueños de un restaurante en New Haven. El padre de Bud, Ace Stamper, va a la universidad a pedir al decano que no expulsen a su hijo, pero Bud ya ha dicho al decano su deseo de tener un rancho en vez de estudiar. Ace recibe la noticia de que el mercado de valores se derrumba mientras visita a su hijo y comprende que ha perdido toda su fortuna. Ante el desastre, Ace invita a su hijo a un fin de semana en Nueva York, incluso llevándole a un club nocturno, pero tras esta experiencia se arroja desde lo alto de un edificio, algo con lo que había estado bromeando poco antes. Bud tiene que reconocer el cadáver de su padre.
Deanie regresa a su hogar dos años y medio después. La madre de Bud se ha ido a vivir con unos parientes tras la muerte de su esposo y su hija Ginny ha muerto en un accidente automovilístico. La madre de Deanie simula no saber dónde está Bud, temiendo que la afecte su recuerdo, y les pide a las amigas de su hija ocultar este asunto, pero el padre de Deanie se niega a ser indulgente y le cuenta a su hija que Bud vive en una granja a las afueras de la localidad. Las amigas de Deanie la llevan a verle y encuentran a Bud en el porche, vestido de granjero y casado con Angelina, tienen un hijo pequeño, Bud Jr. y ella está embarazada del segundo. Deanie le hace saber a Bud que se va a casar con Johnny, que ahora es médico en Cincinatti. Durante su breve reencuentro, Bud y Deanie reflexionan en que "deben aceptar el rumbo que les ha dado la vida" y cada uno admite que "ya no piensa demasiado en la felicidad".
Mientras Deanie se aleja con sus amigas, Bud no parece excesivamente satisfecho con su vida actual, pero tranquiliza a Angelina, que se ha dado cuenta de que alguna vez fue su amada. Las amigas le preguntan a Deanie por el camino si aun está enamorada de Bud pero ella no les contesta, aunque en su mente vuelve a recordar su voz recitando el poema Oda a la inmortalidad, donde aparece el verso "esplendor en la hierba" que da título al filme.

## Reparto
- Natalie Wood - Wilma Dean "Deanie" Loomis
- Pat Hingle - Ace Stamper
- Audrey Christie - Sra. Loomis
- Barbara Loden - Virginia "Ginny" Stamper
- Zohra Lampert - Angelina
- Warren Beatty - Bud Stamper
- Fred Stewart - Del Loomis
- Joanna Roos - Sra. Stamper
- John McGovern - Doc Smiley
- Jan Norris - Juanita Howard
- Martine Bartlett - Srta. Metcalf
- Gary Lockwood - Allen "Toots" Tuttle
- Sandy Dennis - Kay
- Crystal Field - Hazel
- Marla Adams - June
- Lynn Loring - Carolyn
- Phyllis Diller - Texas Guinan
- Sean Garrison - Glenn

## Comentario
Es una película sobre las incomprensiones entre padres e hijos, las todavía rígidas convenciones sociales y sobre los tabúes existentes en cuanto al sexo, antes de la revolución cultural y moral de los años 1960. Ganó un Óscar al mejor guion original (para William Inge, que interpreta al párroco de la película), y obtuvo una nominación a la mejor actriz principal para Natalie Wood, que realizó la mejor interpretación de su carrera. Warren Beatty debutó en el cine con esta película. En muchas listas, especialmente francesas, Esplendor en la hierba figura como uno de los mejores filmes de la historia del cine.

## Título

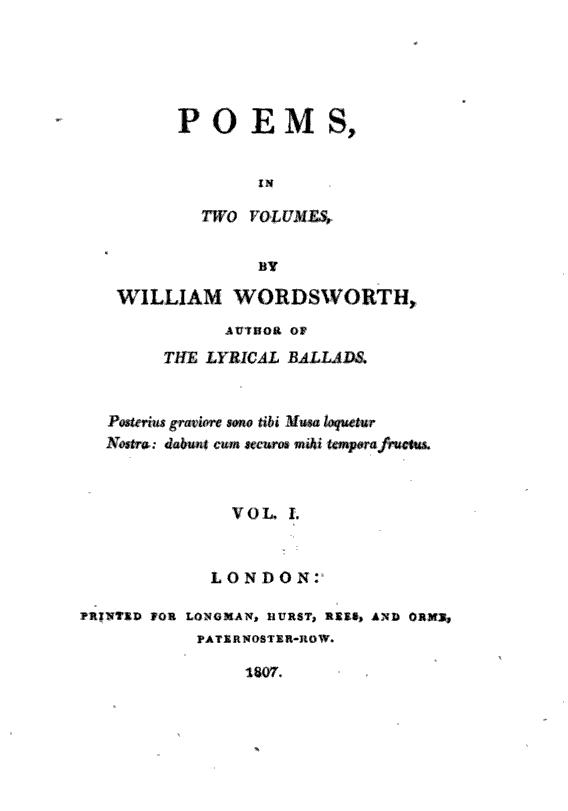
Portada del primer volumen de la colección de 1807.

El título de la película procede del poema de 1804 de William Wordsworth "Ode: Intimations of Immortality", recogido en Recollections of Early Childhood y en la colección de 1807 Poems, in Two Volumes, que el personaje de Deanie recita en una escena en el instituto, en clase de literatura:

Though nothing can bring back the hour

Of splendor in the grass,

 glory in the flower

We will grieve not; rather find

Strength in what remains behind
Aunque nada pueda devolvernos los días

del esplendor en la hierba y de la gloria en las flores,

no habremos de entristecernos, sino más bien

reconfortarnos con lo que ha quedado.

## Premios y candidaturas
| Premio                            | Categoría                                  | Candidato/a              | Resultado |
| --------------------------------- | ------------------------------------------ | ------------------------ | --------- |
| Premios Oscar                     | Mejor Actriz                               | Natalie Wood             | Candidata |
| Premios Oscar                     | Mejor Guion Original                       | William Inge             | Ganador   |
| Premios BAFTA                     | Mejor Actriz Extranjera                    | Natalie Wood             | Candidata |
| Directors Guild of America Awards | Logro destacado como director en películas | Elia Kazan               | Candidato |
| Premios Globo de Oro              | Mejor Película Dramática                   | Mejor Película Dramática | Candidata |
| Premios Globo de Oro              | Mejor Actor de Drama                       | Warren Beatty            | Candidato |
| Premios Globo de Oro              | Mejor Actriz de Reparto                    | Natalie Wood             | Candidata |
| Premios Globo de Oro              | Recién llegado más prometedor - Masculino  | Warren Beatty            | Ganador   |
| Laurel Awards                     | Mejor Interpretación Femenina de Reparto   | Natalie Wood             | Candidata |
| Premios Photoplay                 | Medalla de Oro                             | Medalla de Oro           | Ganador   |